# Wolf-Dieter Holtz
Wolf-Dieter Holtz (* 10. Dezember 1941 in Berlin) ist ein ehemaliger deutscher Mittel- und Langstreckenläufer, der für die DDR startete.
Bei den Olympischen Sommerspielen 1964 in Tokio erreichte er über 1500 m das Halbfinale.
1966 wurde er DDR-Meister im Crosslauf.
Wolf-Dieter Holtz startete für den ASK Vorwärts Potsdam.

## Persönliche Bestzeiten
- 800 m: 1:47,6 min, 25. August 1965, Potsdam
- 1000 m: 2:18,9 min, 20. August 1965, Potsdam
- 1500 m: 3:41,3 min, 13. Juli 1966, Potsdam
- 3000 m: 8:05,2 min, 11. Mai 1966,	Potsdam
- 5000 m: 13:59,4 min, 3. Juli 1964, Potsdam
- 10.000 m: 29:54,8 min, 1. Mai 1966, Gera